# Freifunk

Logotipo da freifunk.net

Freifunk (em alemão: "Rádio Livre") é uma iniciativa grassroots em apoio às redes de computadores livres e gratuitas na região alemã. Freifunk faz parte de um movimento internacional para uma rede comunitária sem-fio. A iniciativa conta com mais de 400 comunidades locais com mais de 41.000 pontos de acesso. Entre eles, Münster, Aachen, Munique, Estugarda, e Paderborn são as maiores comunidades, como mais de 1000 pontos de acesso cada.

## Objetivo

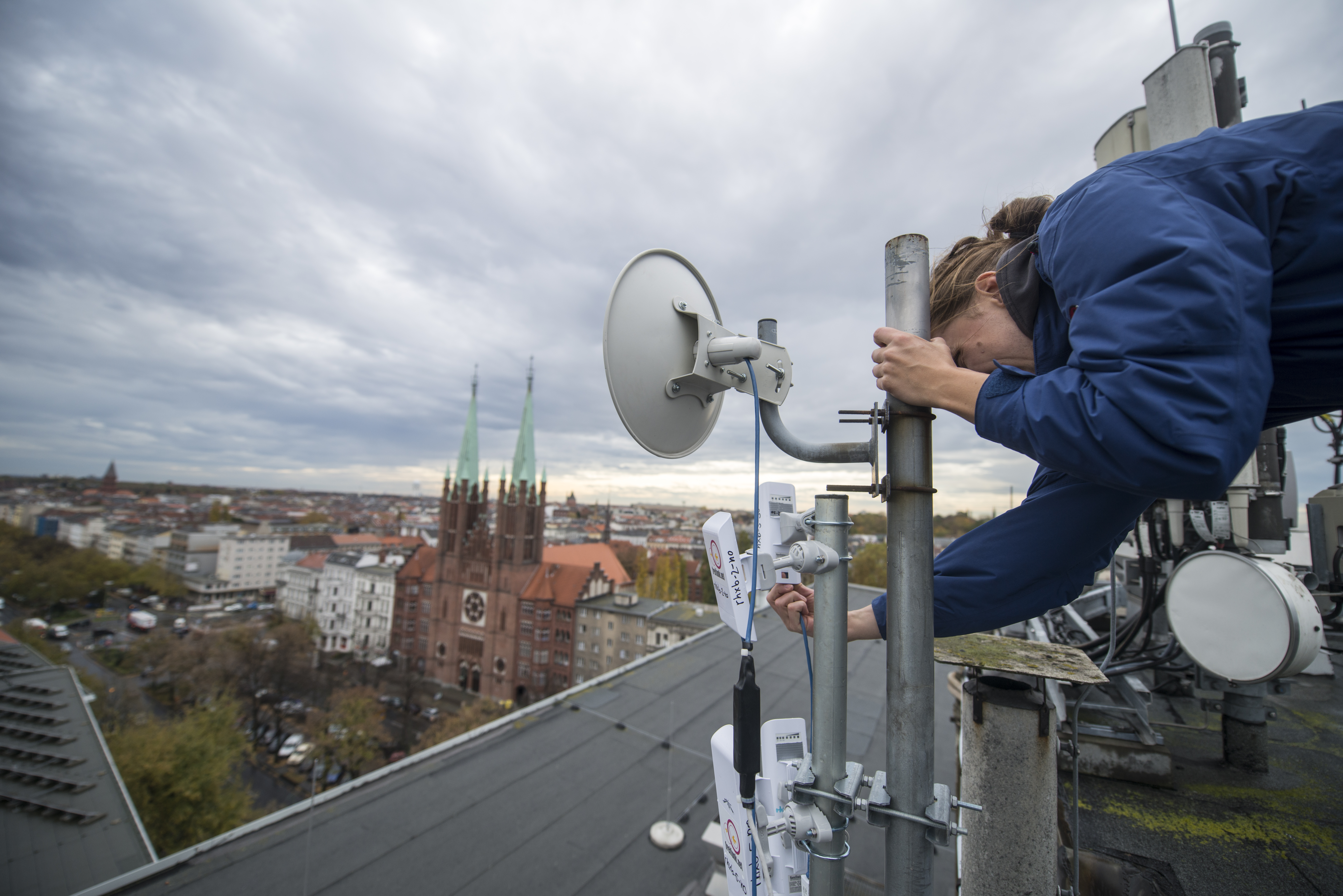
A iniciativa Freifunk instalando antenas Wi-Fi em Berlin-Kreuzburg, em 2013

Os principais objetivos da Freifunk é de desenvolver uma rede Wi-Fi gratuita que é decentralizada, possuído por aqueles que os mantêm e para apoiar a comunicação local. A iniciativa é baseada no acordo Picopeering. Neste acordo, participantes concordam com uma rede livre de discriminação, baseado na Neutralidade da rede. Iniciativas grassroots similares existem na Áustria e na Suíça, como o Funkfeuer e o Openwireless.

## Tecnologias
Assim como diversas redes orientadas pela comunidade, Freifunk utiliza tecnologia de rede de malha para trazer redes ad hoc ao interconectar múltiplos roteadores Wi-Fi. Em uma rede ad hoc móvel via Wi-Fi, todos os roteadores conectam entre si com a ajuda de um software especial de roteamento. Quando um roteador deixa de funcionar, este software automaticamente calcula uma nova rota para o destino. Neste caso, o software se chama Freifunk Firmware, e é baseado no OpenWrt e outros softwares livres. 

## História
Um dos resultados do workshop BerLon em outubro de 2002, sobre redes comunitárias livres em Berlim e Londres, foi o acordo Picopeering. Este acordo sobre as justificativas de redes livres descreve como a transmissão de dados de terceiros é manuseados em uma rede livre e transformou-se no acordo principal da comunidade. Durante o workshop, participantes também concordaram com reuniões regulares em Berlim para que fosse criado uma própria rede Wi-Fi. Assim, o site Freifunk.net foi criado.
Em setembro de 2003, ativistas associados à Freifunk fundaram a associação sem fins lucrativos Förderverein Freie Netzwerke e.V. para apoiar infraestruturas de comunicação livres.
Nos anos seguintes, a iniciativa obteve um certo sucesso pela Alemanha, também por ter se tornado mais fácil instalar o firmware Freifunk em roteadores de prateleira.